# Нангпа (футбольний клуб)
Нангпа (також відомий як Нгангпа) (англ. Nangpa Football Club) — бутанський футбольний клуб з міста Тхімпху, у період з 2010 по 2012 рік виступав за А-Дивізіону Бутану. Вони стали однією з найневдаліших команд, які грали у вищому дивізіоні Бутану, фінішувавши останніми у кожному з трьох сезонів, в яких вони брали участь.

## Історія
Вперше у вищому дивізіоні чемпіонату Бутану дебютував у сезоні 2010 року, після завоювання путівки до вищого дивізіону за підсумками B-Дивізіону 2009 року. При цьому в А-Дивізіоні 2010 року «Нангпа» набрав лише одне очко завдяки нічиїй з «Друк Атлетик». Команда також зазнала декількох розгромних поразок, в тому числі й від «Їдзіна» (1:9 і 2:9) та «Друкпола» (1:9), забивши лише чотирнадцять м'ячів у своїх дванадцяти поєдинках, найнижчий показник серед інших команд-учасниць чемпіонату.
Наступний сезон був однаково невдалим для клубу. Незважаючи на те, що наприкінці попереднього сезону жодного виходу з А-дивізіону не було, і хоча відомостей мало, відомо, що Нангпа знову фінішував на останньому місці в чемпіонаті.
2012 рік став останнім сезоном «Нангпи» в А-дивізіоні. Команда зноау закінчила чемпіонат у нижній частині чемпіонату, але змогли здобути свою першу в перемогу у вищому дивізіоні чемпіонату Бутану, 2:1 над «Дзонгрі». Однак загалом це був, мабуть, найневдаліший сезон «Нангпи». Вони зазнали розгромних поразок від «Друкпола», 0:19, та двічі від «Їдзіна», 0:16 та 0:12. «Нангпа» відзначився лише п'ятьма голами у десяти матчах, цього разу вони разом із «Транспорт Юнайтед» вилетіли до В-Дивізіону з різницею забитих і пропущених м'ячів -70.
Щодо першого сезону команди в B-Дивізіоні даних небагато, але відомо, що вони точно грали в ньому. До того ж сезон вони завершили не вище третього місця, оскільки не брали участі в матчах плей-оф підвищення / вильоту.